# Loreto kommun, Brasilien
Loreto är en kommun i Brasilien.   Den ligger i delstaten Maranhão, i den östra delen av landet, 1 000 km norr om huvudstaden Brasília. Antalet invånare är 11 374.
Omgivningarna runt Loreto är huvudsakligen savann. Runt Loreto är det mycket glesbefolkat, med 2 invånare per kvadratkilometer.